# Chaugey
Pour les articles homonymes, voir Chaugey (homonymie).
Chaugey est une commune française située dans le canton de Châtillon-sur-Seine du département de la Côte-d'Or en région Bourgogne-Franche-Comté.

## Géographie

### Description
Chaugey est une commune installée en Côte-d'Or le long de la limite avec la Haute-Marne, qui forme la moitié de sa propre limite de commune, sur le plateau de Langres. Le village est situé au centre d'un petit territoire (7 km2) sur une avancée du plateau entre les vallons suivis par les deux ruisseaux locaux. C'est en haut de cette avancée que se trouve au sud le sommet culminant à 468 m, au lieu-dit la Commanderie dans le bois de la Hauture. Les ruisseaux de la commune sortent du finage peu après s'être rejoints, à cinq cents mètres de leur confluence avec l'Ource au nord sur la commune de Colmier-le-Bas, à l'altitude minimum de 324 m (près des ruines du Moulin). Ils irriguent sur une bonne partie du territoire des prairies à fourrage ou à pâturages, le reste des surfaces se partage entre bois et champs agricoles, les bois occupant plutôt la partie haute du plateau au sud et les versants des vallons.
La commune est à l'écart des grandes routes, à proximité de la RD 959 qui joint Recey-sur-Ource à Is-sur-Tille et qui traverse le village voisin de Bure-les-Templiers à 5 km au sud-ouest.
Elle est située dans le Parc national des Forêts de Champagne et Bourgogne.

### Communes limitrophes
Les communes limitrophes sont  Bure-les-Templiers, Colmier-le-Bas et Villars-Santenoge.

### Hydrographie
Les sources sont nombreuses sur le territoire communal, mais le ruisseau de Chaugey démarre sur la commune de Bure-les-Templiers tout près de la limite de commune, la douix d'Aulot qui l'alimente un peu plus loin est aussi hors commune, juste avant que le ruisseau forme la limite communale ouest sur plus de 3 km. Le ruisseau de Prés-Mous se perd parfois dans la zone humide au fond de la Combe sans rejoindre le ruisseau de Chaugey, par manque d'eau, d'autant que sa source est captée pour des besoins domestiques.
D'autres sources comme la Fontaine Muguet ne donnent que des prés humides parfois marécageux (comme les "Prés Mous"), le plateau de Langres aux sous-sols calcaires étant sujet aux phénomènes karstiques avec des pertes et des résurgences (et exsurgences) comme la douix d'Aulot.
Les cours d'eau de la commune convergent tous vers l'Ource au nord, rivière affluente de la Seine.

### Climat
Pour des articles plus généraux, voir Climat de la Bourgogne-Franche-Comté et Climat de la Côte-d'Or.
En 2010, le climat de la commune est de type climat des marges montargnardes, selon une étude du Centre national de la recherche scientifique s'appuyant sur une série de données couvrant la période 1971-2000. En 2020, Météo-France publie une typologie des climats de la France métropolitaine dans laquelle la commune est exposée à un climat océanique altéré et est dans la région climatique Lorraine, plateau de Langres, Morvan, caractérisée par un hiver rude (1,5 °C), des vents modérés et des brouillards fréquents en automne et hiver.
Pour la période 1971-2000, la température annuelle moyenne est de 9,7 °C, avec une amplitude thermique annuelle de 16,4 °C. Le cumul annuel moyen de précipitations est de 990 mm, avec 13,7 jours de précipitations en janvier et 8,9 jours en juillet. Pour la période 1991-2020, la température moyenne annuelle observée sur la station météorologique de Météo-France la plus proche, « Bure Les Templiers_sapc », sur la commune de Bure-les-Templiers à 4 km à vol d'oiseau, est de 10,7 °C et le cumul annuel moyen de précipitations est de 898,2 mm,. Pour l'avenir, les paramètres climatiques de la commune estimés pour 2050 selon différents scénarios d'émission de gaz à effet de serre sont consultables sur un site dédié publié par Météo-France en novembre 2022.

### Milieux naturels et biodiversité
Le vallon de Pré Mous est classé Zone naturelle d'intérêt écologique, faunistique et floristique de type I en 2012.

## Urbanisme

### Typologie
Au 1er janvier 2024, Chaugey est catégorisée commune rurale à habitat très dispersé, selon la nouvelle grille communale de densité à 7 niveaux définie par l'Insee en 2022.
Elle est située hors unité urbaine et hors attraction des villes,.

### Occupation des sols
L'occupation des sols de la commune, telle qu'elle ressort de la base de données européenne d’occupation biophysique des sols Corine Land Cover (CLC), est marquée par l'importance des territoires agricoles (51,2 % en 2018), en augmentation par rapport à 1990 (50,1 %). La répartition détaillée en 2018 est la suivante : forêts (48,8 %), terres arables (32,4 %), prairies (14,9 %), zones agricoles hétérogènes (4 %). L'évolution de l’occupation des sols de la commune et de ses infrastructures peut être observée sur les différentes représentations cartographiques du territoire : la carte de Cassini (XVIIIe siècle), la carte d'état-major (1820-1866) et les cartes ou photos aériennes de l'IGN pour la période actuelle (1950 à aujourd'hui).

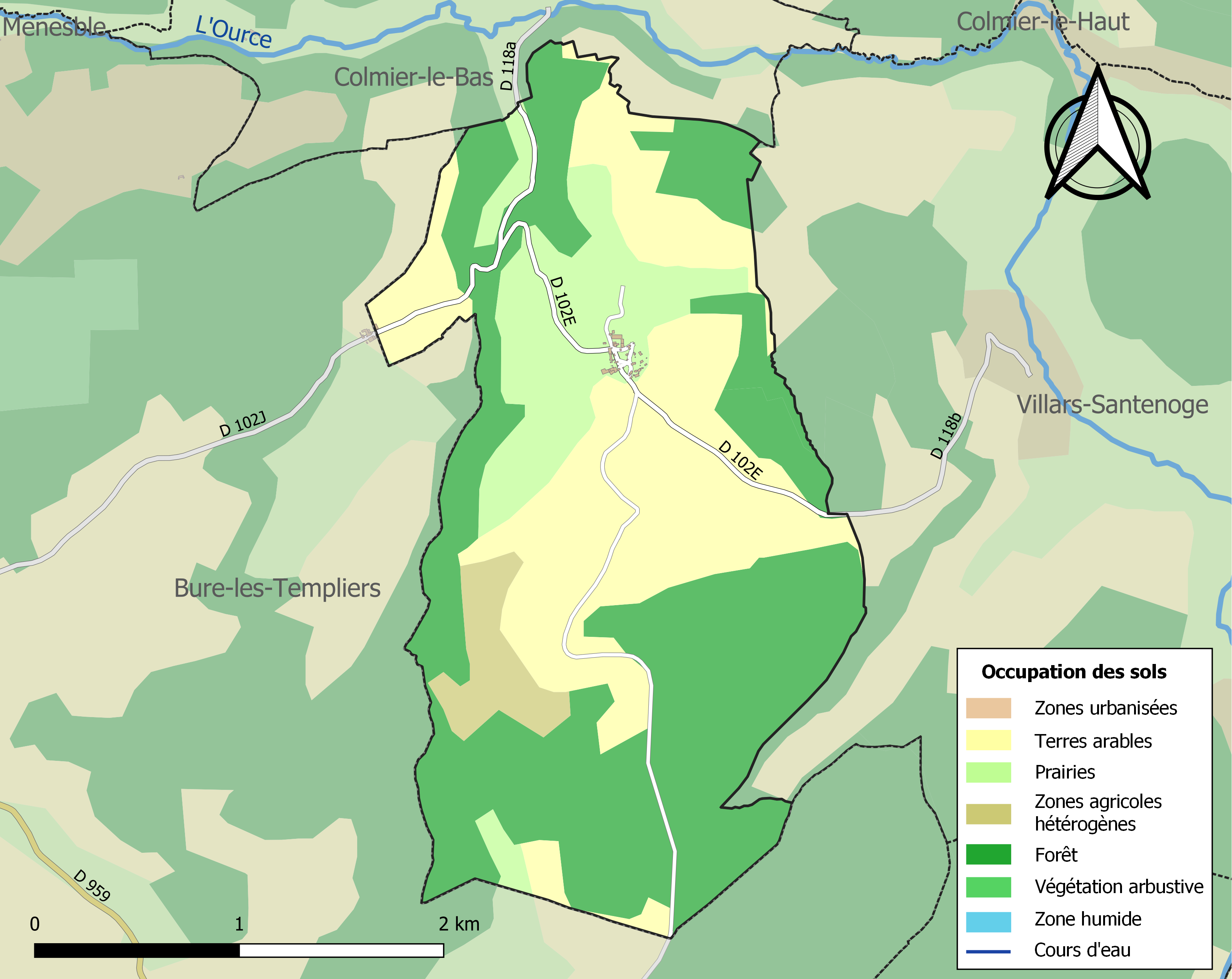
Carte des infrastructures et de l'occupation des sols de la commune en 2018 (CLC).

### Hameaux, écarts, lieux-dits
La population est regroupée dans le village, la commune n'a pas de hameaux rattachés ni d'habitations isolées.
Plusieurs lieux-dits sont mentionnés : bois des Hautures, bois de la Châtelaine, ruines du Moulin, les Prés Mous, la Combe (plusieurs sources), d'autres combes portent un nom.

### Habitat et logement
En 2018 et 2013, le nombre total de logements dans la commune était de 13, en croissance d'une unité par rapport à 2008.
Parmi ces logements, 47,1 % étaient des résidences principales, 37,8 % des résidences secondaires et 15,1 % des logements vacants. Ces logements étaient pour 100 % d'entre eux des maisons individuelles et pour 0 % des appartements.
Le tableau ci-dessous présente la typologie des logements à Chaugey en 2018 en comparaison avec celle de la Côte-d'Or et de la France entière. Une caractéristique marquante du parc de logements est ainsi une proportion de résidences secondaires et logements occasionnels (37,8 %) très, supérieure à celle du département (5,6 %) et à celle de la France entière (9,7 %). Concernant le statut d'occupation de ces logements, 57,1 % des habitants de la commune sont propriétaires de leur logement (71,4 % en 2013), contre 59,9 % pour la Côte-d'Or et 57,5 % pour la France entière.
| Typologie                                               | Chaugey | Côte-d'Or | France entière |
| ------------------------------------------------------- | ------- | --------- | -------------- |
| Résidences principales (en %)                           | 47,1    | 86        | 82,1           |
| Résidences secondaires et logements occasionnels (en %) | 37,8    | 5,6       | 9,7            |
| Logements vacants (en %)                                | 15,1    | 8,4       | 8,2            |

## Histoire

### Moyen Âge
Le village est donné à la communauté de Bure de l'Ordre du Temple en 1301.

### Temps modernes
En 1580 : affranchissement du village.
En 1740/1741, à la suite notamment de gelées précoces, qui ont détruit les vignes, et d'un hiver particulièrement rigoureux, les habitants subissent une famine de plus d'un an.
En 1757, une inondation dans la nuit du 21 au 22 janvier détruit pont et moulins.

### Époque contemporaine
En 1918, à la fin de la Première Guerre mondiale, une compagnie américaine cantonne dans le village, et 300 soldats logent chez l'habitant. Le village n'a eu aucun soldat tué pendant la Guerre et n'a pas érigé de monument aux morts.
Pendant la Seconde Guerre mondiale, les hommes mobilisés pendant la Drôle de guerre sont tous revenus au village en 1940. Pendant l'Occupation, de nombreux maquisards se réfugient dans les bois..

## Politique et administration

### Rattachements administratifs et électoraux

#### Rattachements administratifs
La commune se trouve depuis 1926 dans l'arrondissement de Montbard du département de la Côte-d'Or.
Elle faisait partie depuis 1801 du canton de Recey-sur-Ource. Dans le cadre du redécoupage cantonal de 2014 en France, cette circonscription administrative territoriale a disparu, et le canton n'est plus qu'une circonscription électorale.

#### Rattachements électoraux
Pour les élections départementales, la commune fait partie depuis 2014 du canton de Châtillon-sur-Seine
Pour l'élection des députés, elle fait partie de la quatrième circonscription de la Côte-d'Or.

### Intercommunalité
Chaugey est membre de la communauté de communes du Pays Châtillonnais, un établissement public de coopération intercommunale (EPCI) à fiscalité propre créé fin 2003 et auquel la commune a transféré un certain nombre de ses compétences, dans les conditions déterminées par le code général des collectivités territoriales.

### Liste des maires
| Période                                  | Période                        | Identité           | Étiquette | Qualité |
| ---------------------------------------- | ------------------------------ | ------------------ | --------- | --- |
| Les données manquantes sont à compléter. |                                |                    |           | |
|                                          |                                |                    |           | |
| mars 1900                                | 1942                           | Émile Galimard     |           | Agriculteur |
| mars 1942                                | mars 1983                      | Maxime Renard      |           | Agriculteur |
| mars 1983                                | 2014                           | Jean Renard        | PS        | Agriculteur, producteur de lait et céréalier, petit-fils d'Émile Gallimard Président du SIVOM de Recey-sur-Ource[Quand ?] Chevalier du Mérite agricole |
| 2014                                     | 3 juin 2021                    | Philippe Renard    |           | Agriculteur Vice-président de la CC du Pays Châtillonnais (2020→ 2021) Mort en fonction                                                                |
| octobre 2021,                            | En cours (au 16 décembre 2022) | Violaine Monmarché |           | directrice de marketing et commerciale dans une start-up                                                                                               |

## Population et société

### Démographie
- L'évolution du nombre d'habitants est connue à travers les recensements de la population effectués dans la commune depuis 1793. Pour les communes de moins de 10 000 habitants, une enquête de recensement portant sur toute la population est réalisée tous les cinq ans, les populations de référence des années intermédiaires étant quant à elles estimées par interpolation ou extrapolation[20]. Pour la commune, le premier recensement exhaustif entrant dans le cadre du nouveau dispositif a été réalisé en 2006[21].

En 2022, la commune comptait 24 habitants, en évolution de +33,33 % par rapport à 2016 (Côte-d'Or : +0,82 %, France hors Mayotte : +2,11 %).
| 1793 | 1800 | 1806 | 1821 | 1831 | 1836 | 1841 | 1846 | 1851 |
| ---- | ---- | ---- | ---- | ---- | ---- | ---- | ---- | ---- |
| 103  | 96   | 75   | 112  | 111  | 99   | 100  | 85   | 76   |

| 1856 | 1861 | 1866 | 1872 | 1876 | 1881 | 1886 | 1891 | 1896 |
| ---- | ---- | ---- | ---- | ---- | ---- | ---- | ---- | ---- |
| 75   | 75   | 73   | 63   | 63   | 58   | 58   | 48   | 48   |

| 1901 | 1906 | 1911 | 1921 | 1926 | 1931 | 1936 | 1946 | 1954 |
| ---- | ---- | ---- | ---- | ---- | ---- | ---- | ---- | ---- |
| 52   | 52   | 54   | 41   | 43   | 36   | 47   | 32   | 44   |

| 1962 | 1968 | 1975 | 1982 | 1990 | 1999 | 2006 | 2011 | 2016 |
| ---- | ---- | ---- | ---- | ---- | ---- | ---- | ---- | ---- |
| 40   | 52   | 41   | 25   | 19   | 13   | 18   | 23   | 18   |

| 2021 | 2022 | - | - | - | - | - | - | - |
| ---- | ---- | - | - | - | - | - | - | - |
| 21   | 24   | - | - | - | - | - | - | - |

En 2022, on observe une croissance significative avec 25 habitants.

### Cultes
Une messe catholique annuelle est célébrée dans l'église Saint-Sulpice, aux alentours de la Saint Jean (24 juin).

## Culture locale et patrimoine

### Lieux et monuments
On peut signaler :
- L'église Saint-Sulpice des XIIe et XVIIe, allongée par l'architecte châtillonnais Simon Tridon au XIXe siècle. De plan rectangulaire, ses différents remaniements semblent avoir emmené le clocher à mi-longueur du bâtiment, décalé sur un des deux pans du toit. L'élégant porche de l'architecte présente deux niches abritant des sculptures de chaque côté de la porte et un petit fronton Renaissance[23],[24].

Les statues de la Vierge et de Saint Georges, en façade de l’église, ainsi que des peintures murales, tels des médaillons de consécration avec figures d’Apôtres ou le miracle de saint Hubert, composent un patrimoine des XVIe et XVIe siècles remarquable.
Le monument est en cours de rénovation en lien avec la Fondation du Patrimoine. Une souscription y est ouverte,,. A date[Quand ?], le clocher, le toit de l'entrée, un drain tout autour de l'église ont été rénovés et mis en place. Les prochaines étapes sont la rénovation de l'enceinte du cimetière et le remplacement de la toiture de la nef.

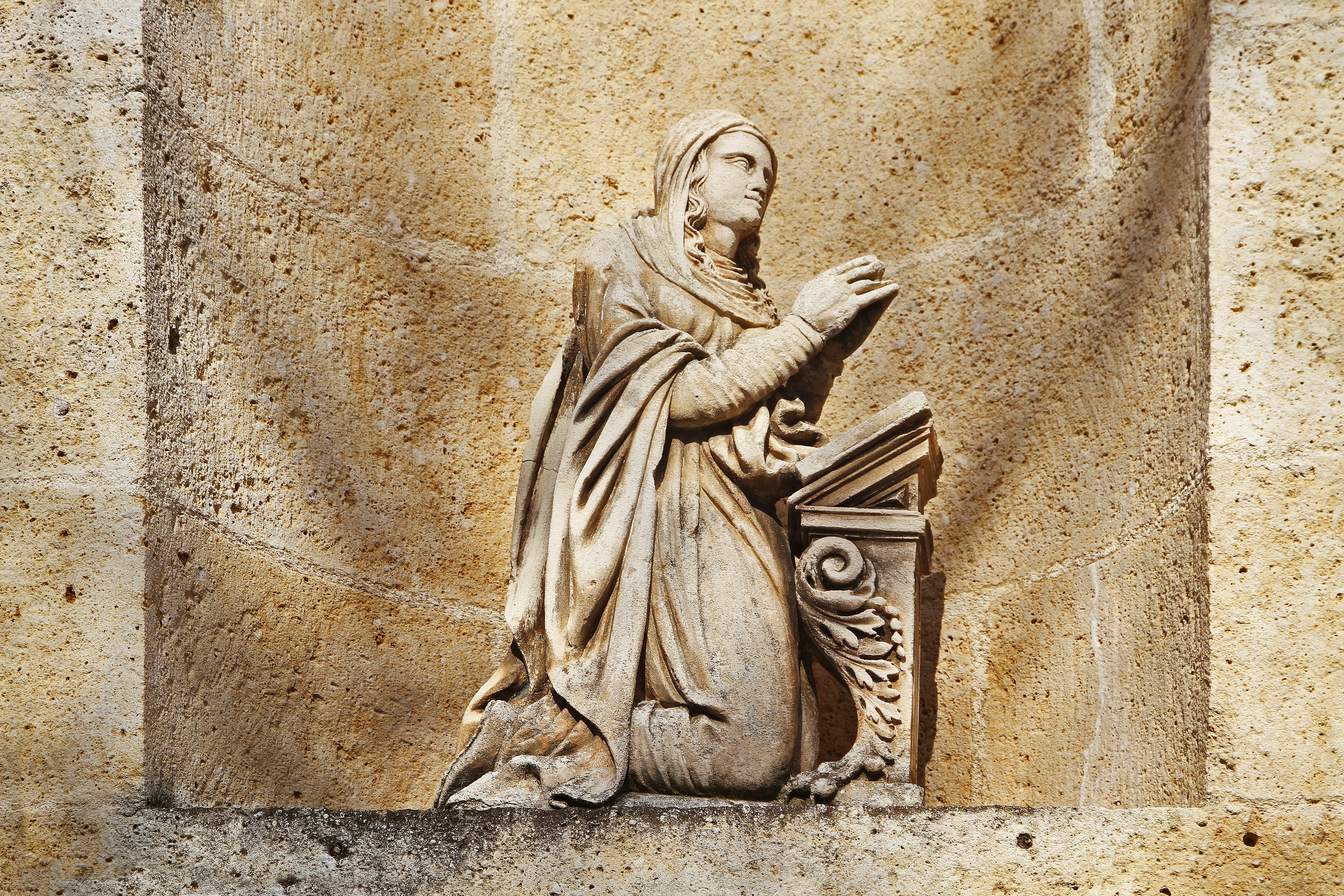
Sculpture dans la niche gauche.
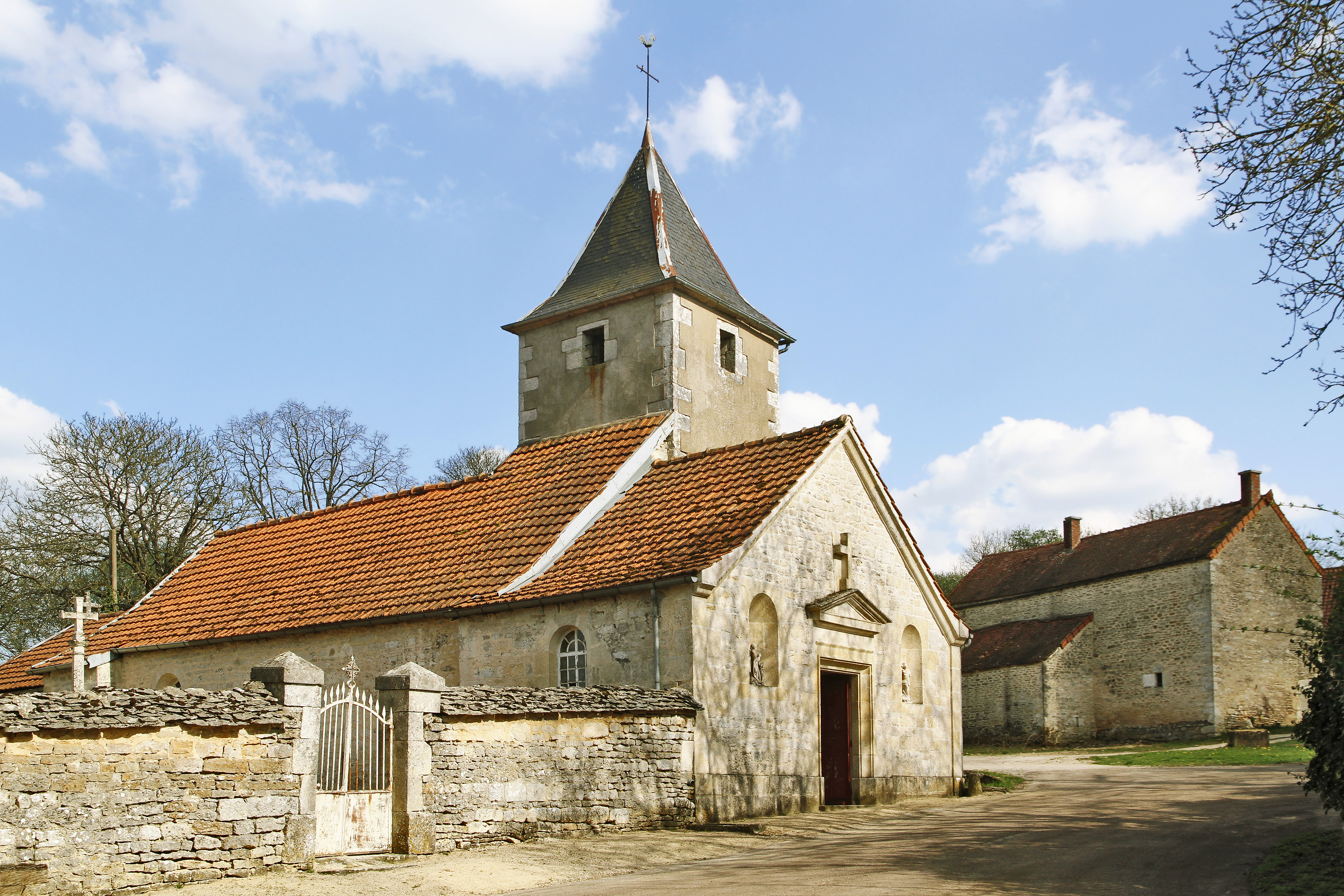
Église XIIe à porche XIXe.
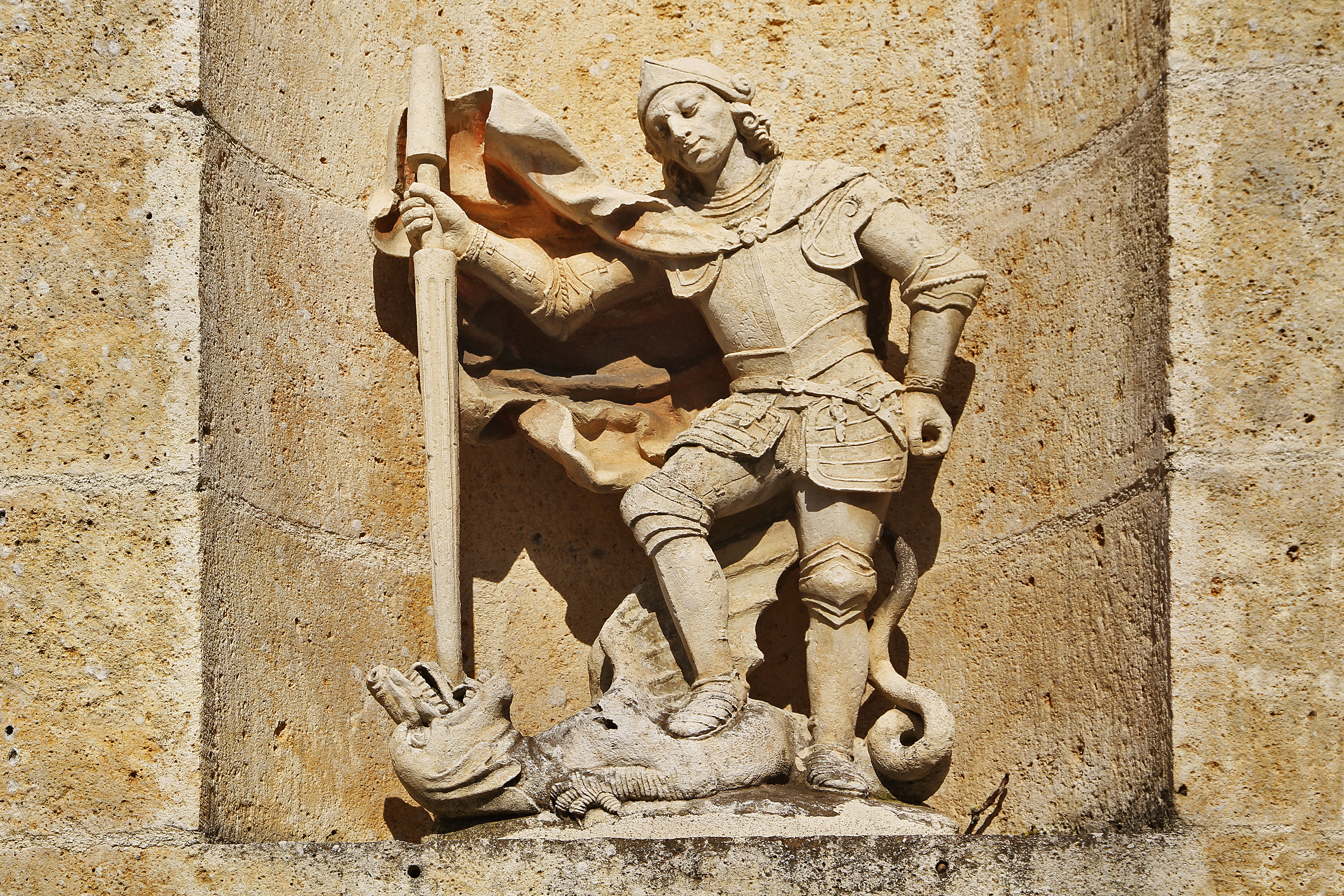
Saint-Gorges terrassant le dragon (IGPC 1993)[29].

peinture murale dans l'église
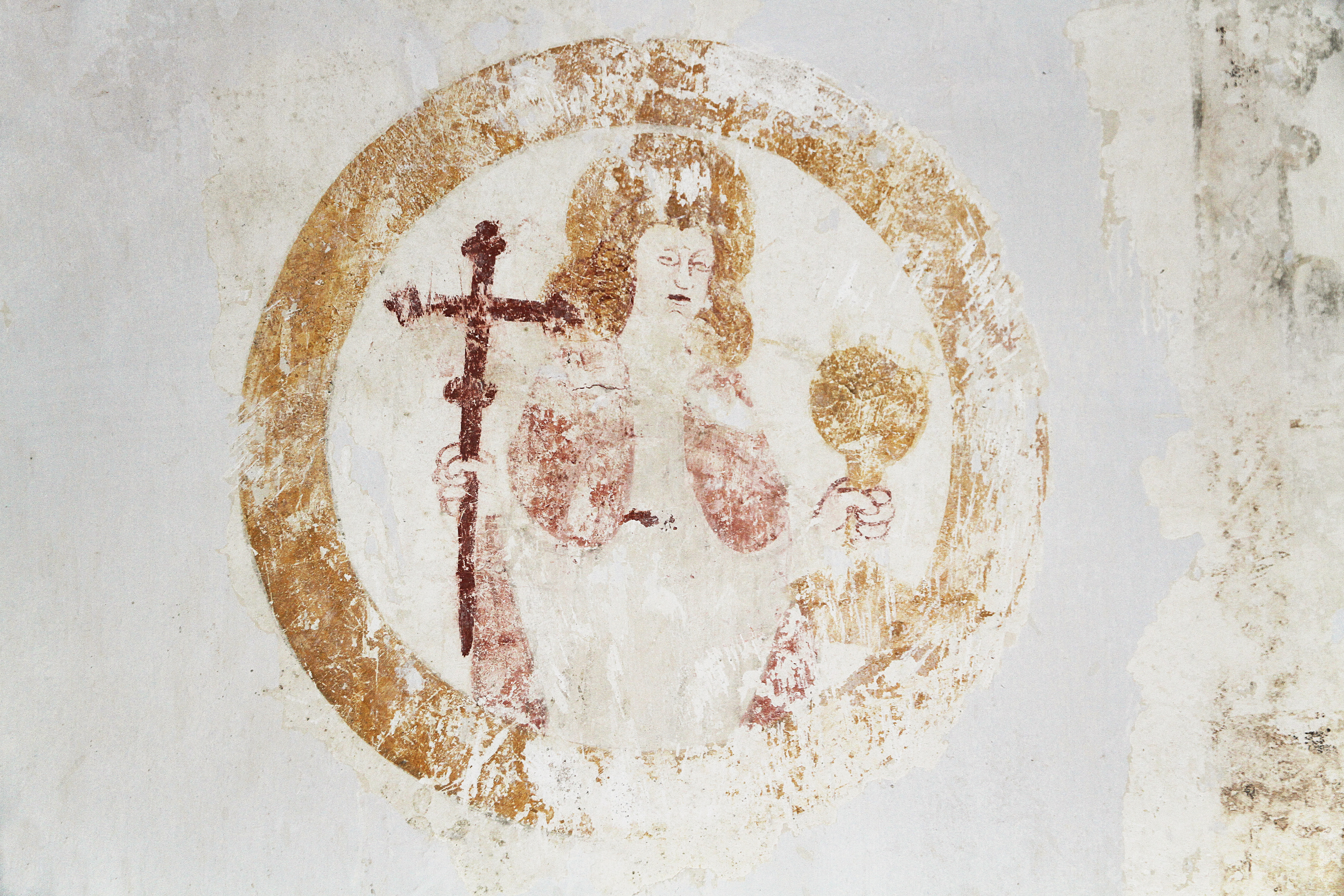
Saint Jean l'Évangéliste.
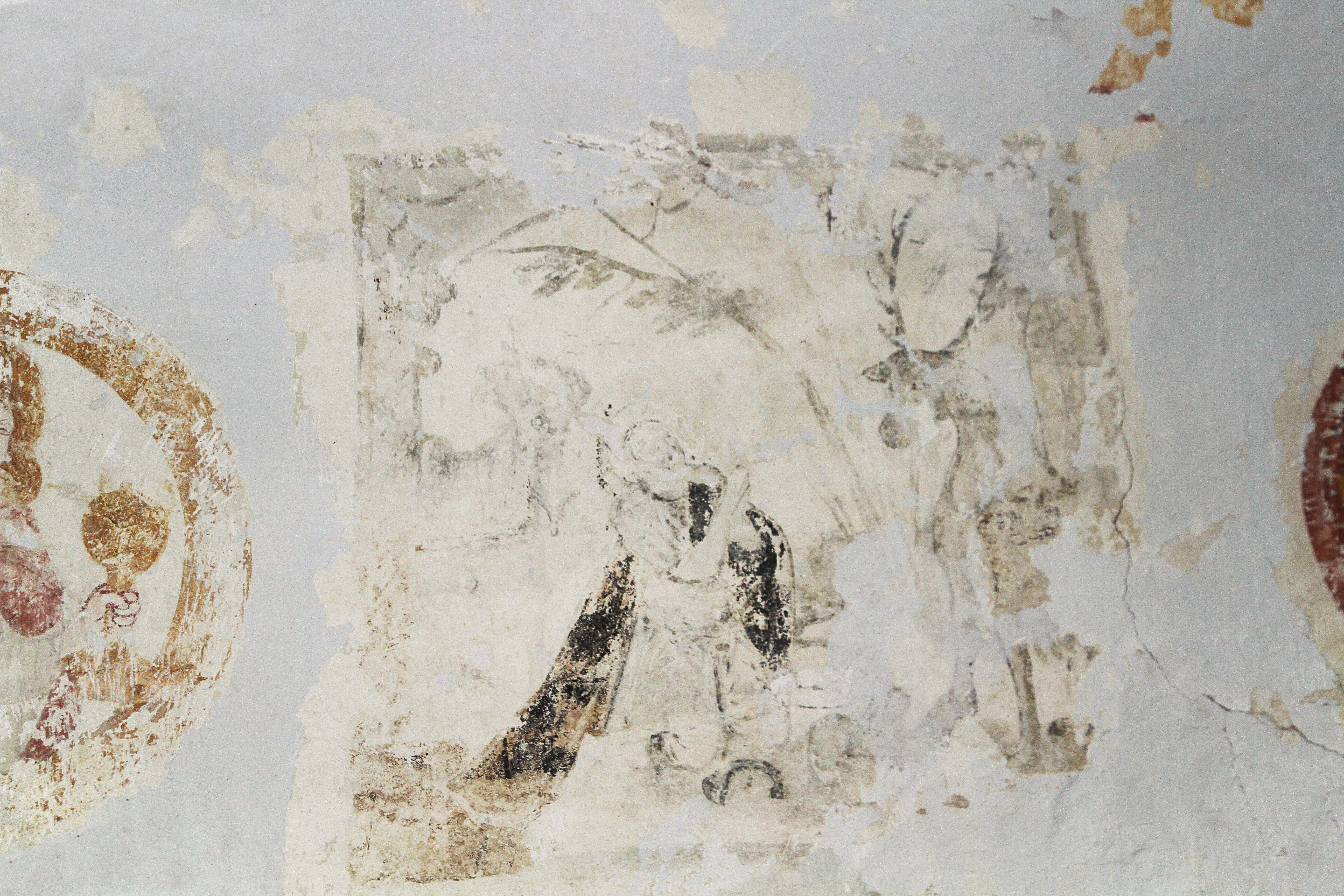
Saint-Hubert.
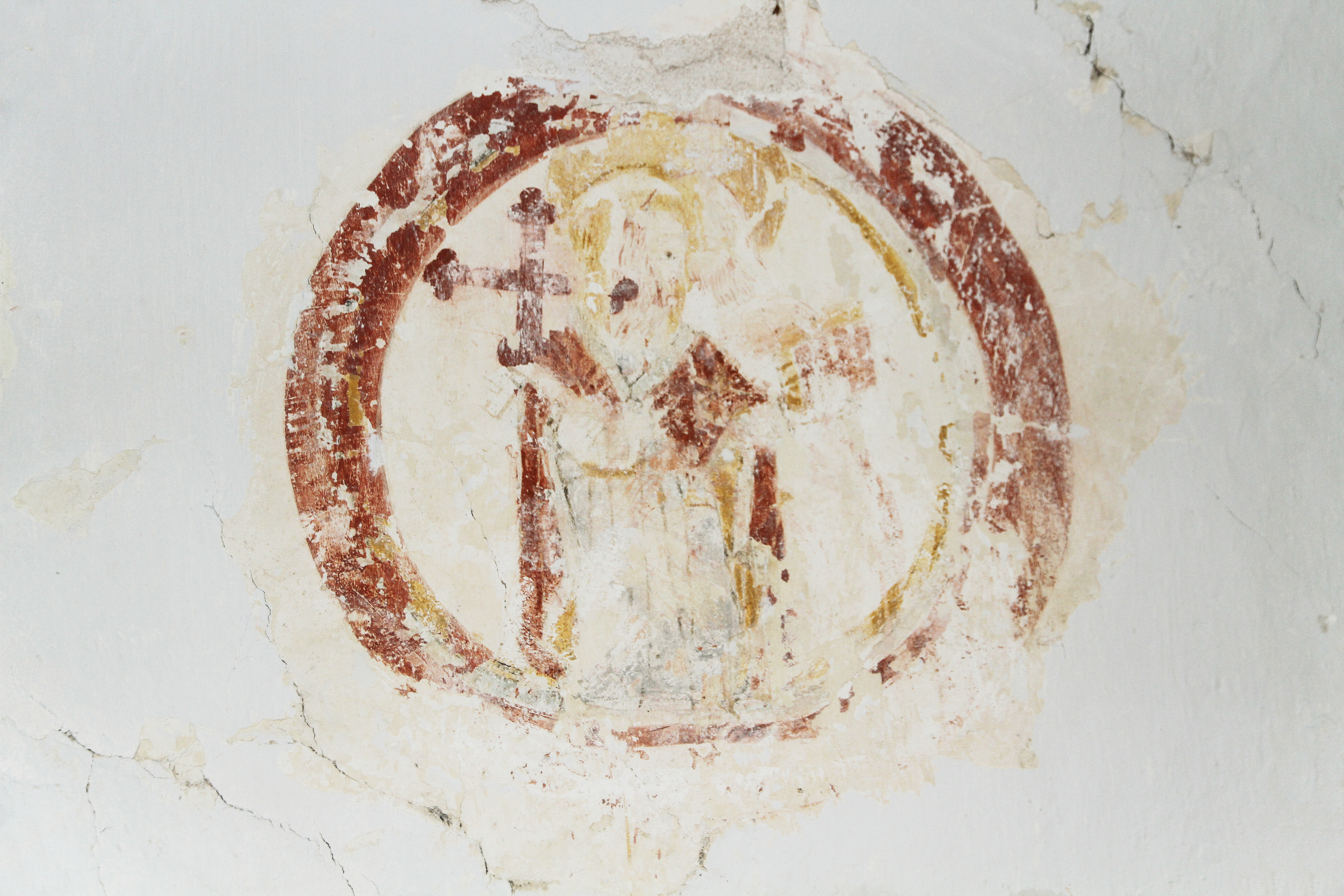
Saint-Pierre.

- Deux pierres gravées dans le mur d'enclos du cimetière dont une croix pattée probablement templière (Chaugey a été donné aux Templiers en 1301) IGPC[30].
- Lavoir en pierre (près de l'église), dantant de 1854, situé près de l'église[14].
- Tilleul de Sully, près du lavoir, dont la circonférence du tronc est de plus de 4 m. Il a reçu en décembre 2000 le "prix de l'arbre"[14].
- Maison natale du Vice-Amiral Jean Henri Joseph Dupotet, acquise par la commune en 1872 et alors devenue la mairie du village[Note 2][31],[14].

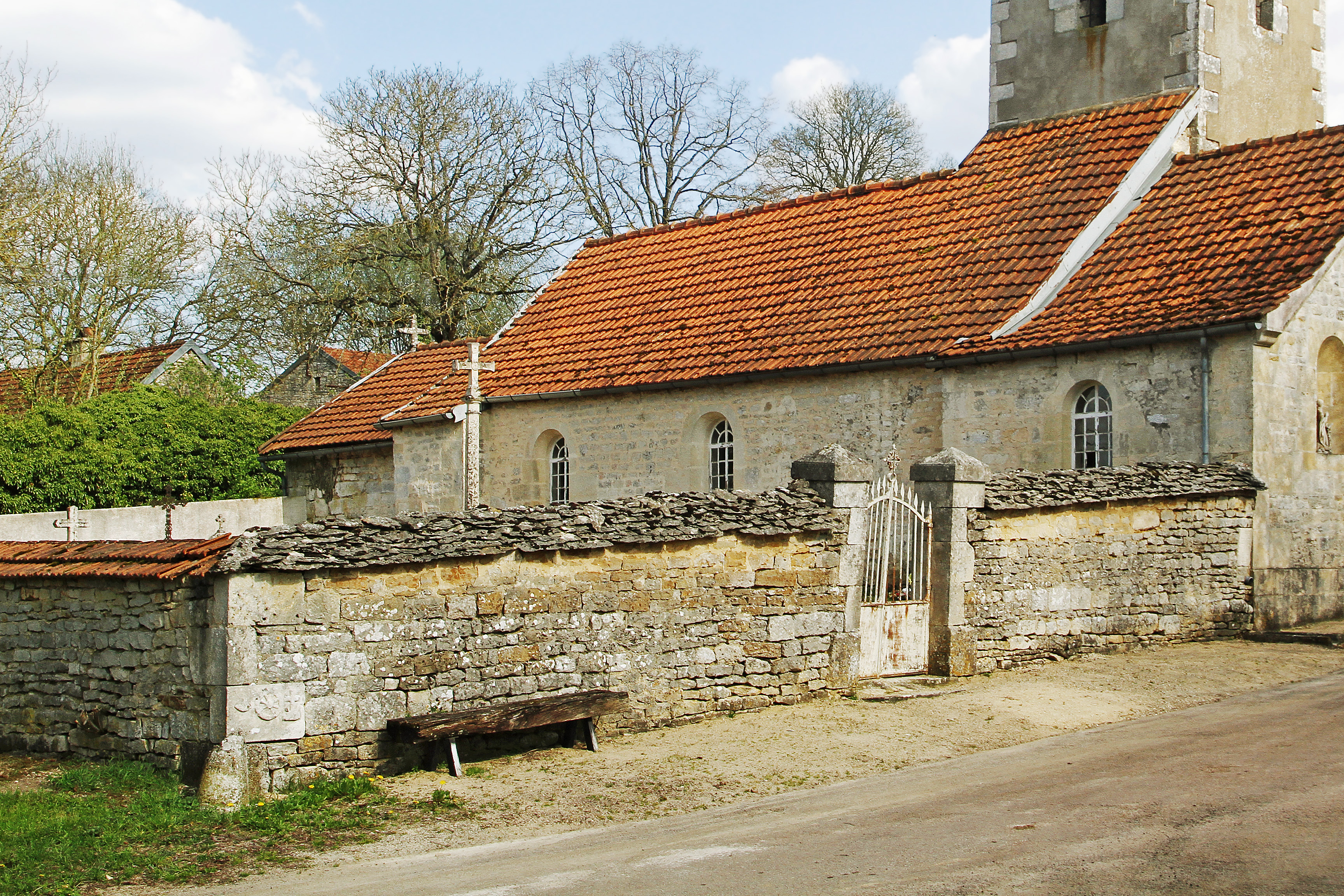
Mur d'enclos avec les pierres gravées de chaque côté.
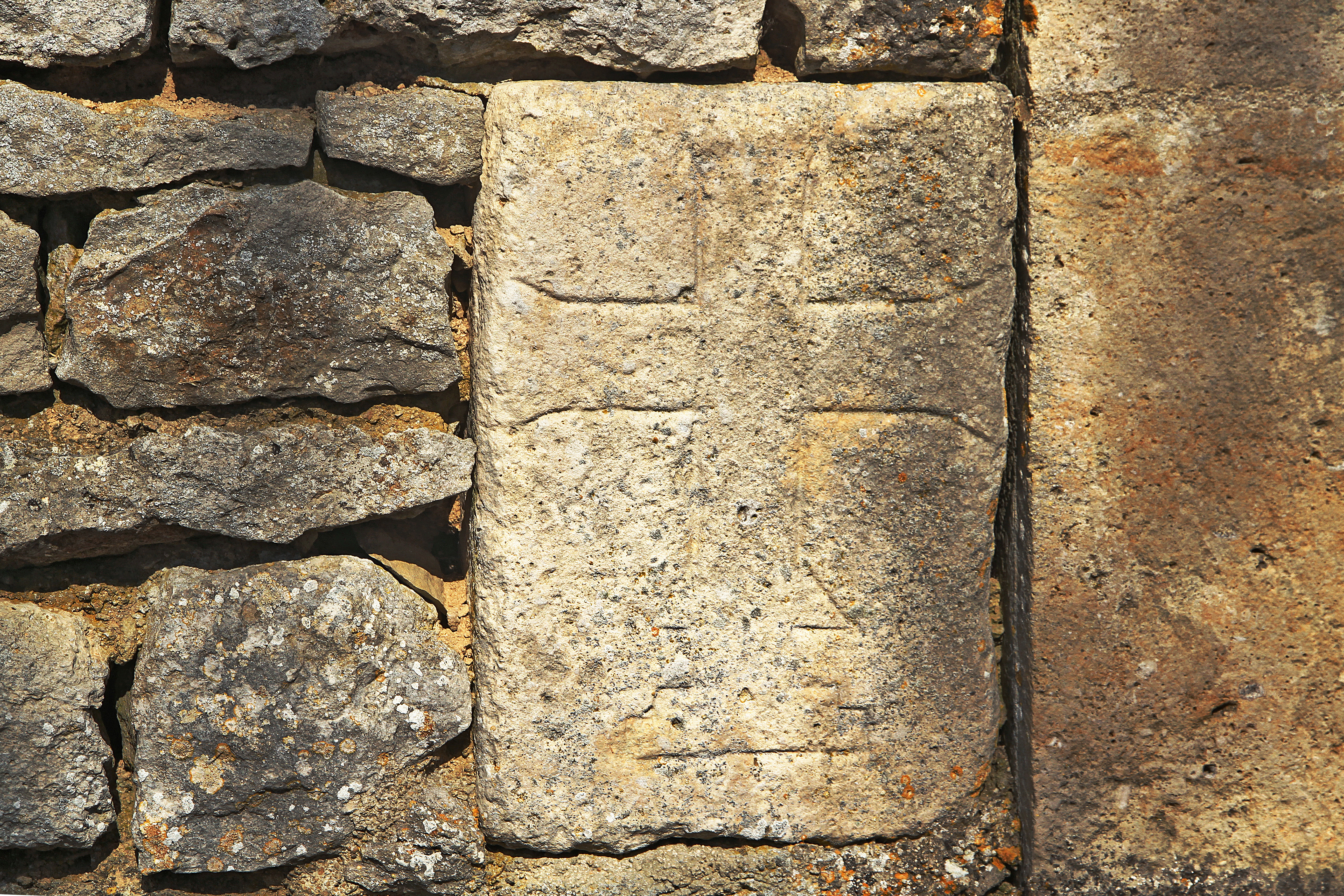
Croix templière sur la pierre de droite.
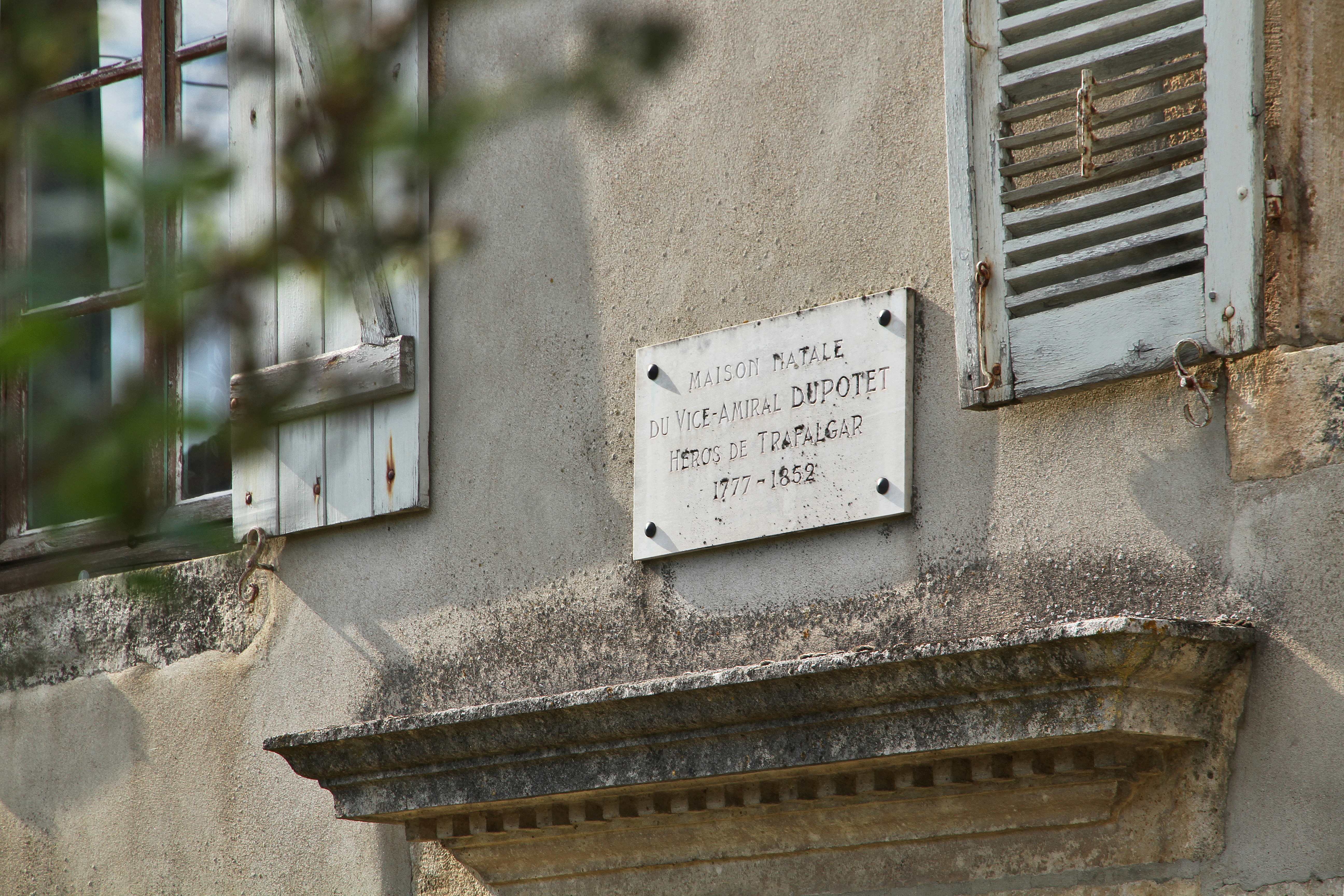
Maison natale de Jean Dupotet.

### Personnalités liées à la commune

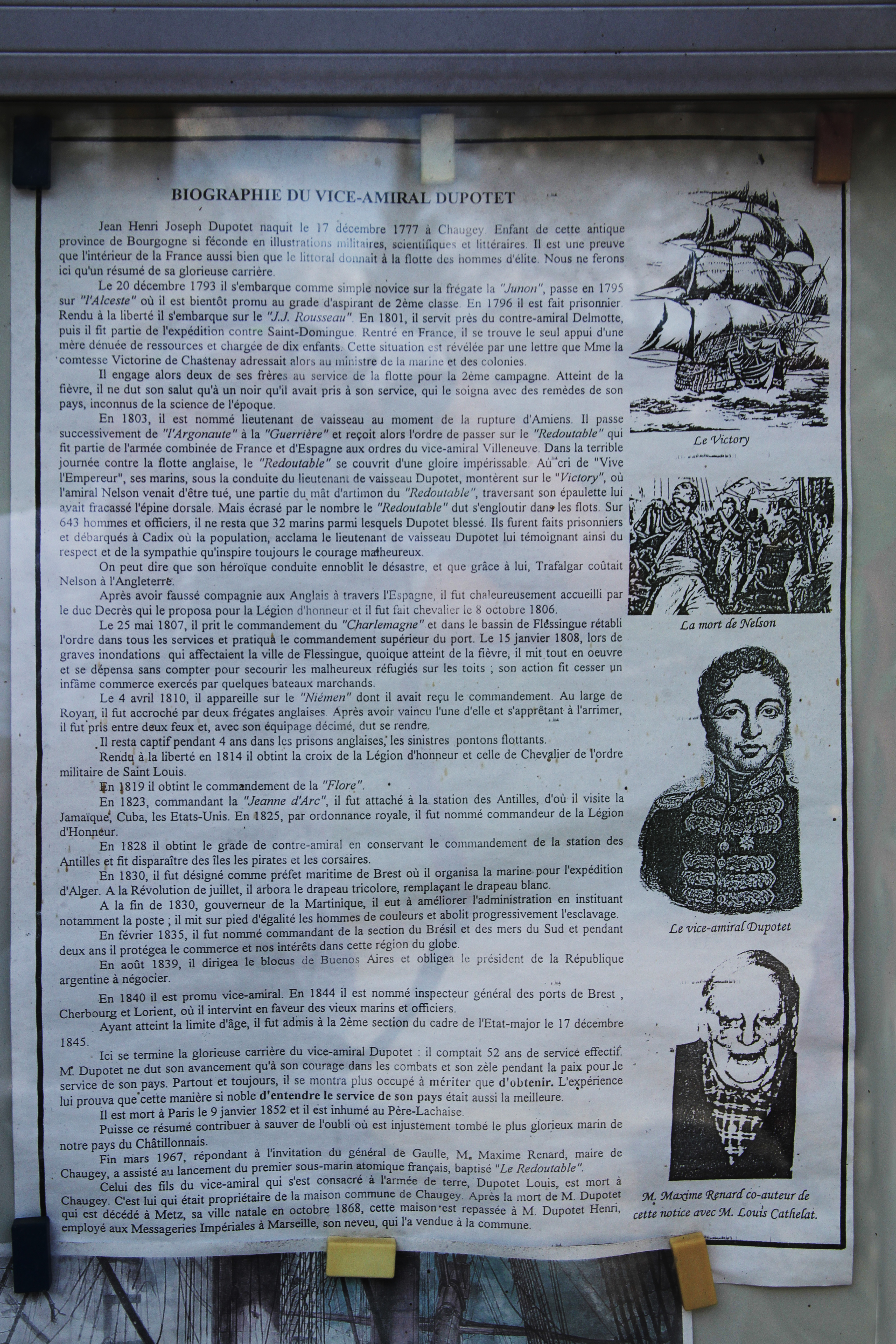
Biographie de J. Dupotet présentée sur sa maison.85px

- Vice-amiral Jean Henri Joseph Dupotet (1777-1852) : né dans la commune, il s'est illustré dans la bataille de Trafalgar comme lieutenant de vaisseau sur le Le Redoutable, bateau français qui a engagé le Victory de l'amiral Nelson. Dupotet a conduit l'abordage qui a suivi. Dans cette bataille, Nelson est touché par le tir d'un mousquet français qui lui sera fatal.

### Héraldique
| Blason de Chaugey | Blason  | D'azur au vaisseau d'or, au chef d'argent chargé d'un léopard de gueules.                                                                                   |
| Blason de Chaugey | Détails | Le lion léopardé rappelle Guy de Villars, seigneur de Chaugey et le vaisseau, l'amiral Jean-Henry Dupotet. Le statut officiel du blason reste à déterminer. |

## Pour approfondir